# Aleksandr Mozjajev
Aleksandr Mozjajev, född 5 augusti 1958 i Ordzjonikidze (nuvarande Vladikavkaz), Ryssland, är en sovjetisk fäktare som tog OS-brons i herrarnas lagtävling i värja i samband med de olympiska fäktningstävlingarna 1980 i Moskva.